# Lịch sử Ba Lan thời kỳ Trung Cổ
Thời kỳ này của lịch sử Ba Lan kéo dài khoảng một thiên niên kỷ, từ thế kỷ thứ 5 đến thế kỷ thứ 16. Thường được ghi nhận từ ngày đế quốc Tây La Mã sụp đổ, và trái ngược với thời kỳ cận đại sau đó; đây là khoảng thời gian mà chủ nghĩa nhân văn trỗi dậy nhờ Phục hưng Ý và cải cách Tin Lành, thường gắn liền với việc chuyển mình khỏi Thời kỳ Trung Cổ và mở rộng ra ngoài Châu Âu như một quá trình thành công, nhưng thời gian này được xác định một cách tương đối và dựa trên các cứ luận mang tính sắc thái.

## Sơ kỳ Trung Cổ
Làn sóng di cư đầu tiên của người Slav đến từ các vùng thượng lưu và trung lưu sông Dnepr, định cư ở khu vực thượng nguồn sông Wisła và những nơi khác ở vùng đất ngày nay thuộc đông nam Ba Lan và nam Mazovia. Các kết quả nghiên cứu di truyền của các nhà nghiên cứu của Đại học Y Gdańsk "ủng hộ giả thuyết rằng quê hương đầu tiên được biết đến của người Slav là giữa lưu vực Sông Dnepr". Người Tây Slav chủ yếu đến từ nhánh Slav phía tây được biết đến đầu tiên với tên gọi Sclaveni thông qua mô tả của nhà sử học Jordanes của Byzantine trong Getica, nhánh phía đông là những người Antes.[a] Những người Slav lần đầu tiên di cư đến đất Ba Lan vào khoảng nửa sau của thế kỷ 5, khoảng nửa thế kỷ sau khi những vùng đất này bị bỏ hoáng bởi những bộ tộc German (sau một khoảng thời gian không có hoặc hiếm thấy việc định cư). Theo các tài liệu tham khảo đưa ra ở đây và bài Ba Lan đầu Thời kỳ Trung Cổ, nhiều học giả hiện nay tin rằng các tộc người Slav đã không có mặt ở Ba Lan trước thời điểm sớm nhất của thời Trung Cổ,[b] mặc dù quan điểm ngược lại, chiếm ưu thế ở thời tiền sử và thời sơ sử Ba Lan trong quá khứ thì điều này vẫn được trình bày.
Từ đó, trong thế kỷ thứ 6, những cư dân mới bắt đầu di cư rải rác về phía bắc và phía tây. Những người Slav chủ yếu sống bằng nghề trồng trọt nhưng cũng tham gia vào việc săn bắt và hái lượm. Các cuộc di cư của họ diễn ra trong khi phía Đông và Trung Âu bị xâm chiếm từ phía đông bởi làn sóng của những người dân và quân đội như người Hung, người Avar và người Hungary.

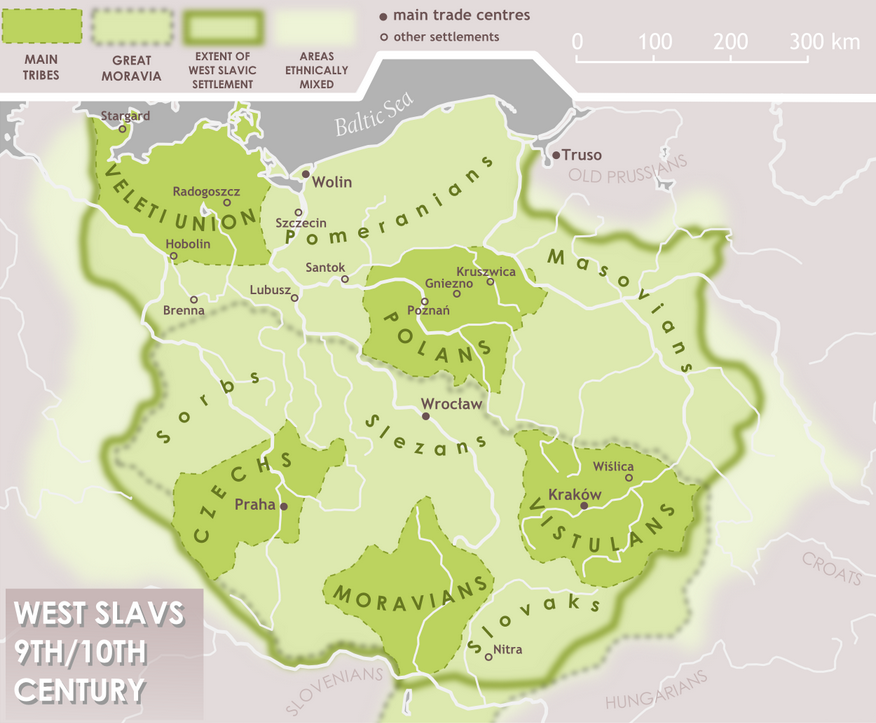
Các bộ tộc Tây Slav ở thế kỷ 9/10

Một số các tộc người Ba Lan Tây Slav đã hình thành nên các nhà nước nhỏ từ đầu thế kỷ 8, trong đó có một số sau này hợp nhất thành các nhà nước lớn hơn. Trong số những bộ tộc này có người Vistulan (Wiślanie) ở phía nam Ba Lan, với Kraków và Wiślica là các trung tâm chính của họ (các trung tâm phòng thủ lớn được xây dựng ở đất nước của họ trong thế kỷ thứ 9), nhưng sau đó (các) bộ tộc được gọi là người Polan (Polanie— nghĩa đen là "người của những cánh đồng") mới cho thấy tầm quan trọng mang tính quyết định lịch sử. Theo một vài lý thuyết thì vào cuối thế kỷ thứ 9, những người Vistulan là một phần của Đại Moravia.
Các nhà nước bộ tộc đã xây dựng các gord – các kết cấu phòng thủ với tường và kè bằng gỗ và đất nung – từ thế kỷ thứ 7 trở đi. Một trong số này đã được phát triển lên và có dân cư sinh sống; những gord khác là các khu vực rộng lớn và chủ yếu được dùng làm nơi trú ẩn trong thời gian loạn lạc. Người Polan định cư ở các đồng bằng quanh khu vực Giecz, Poznań và Gniezno là nơi sẽ trở thành trung tâm ban đầu của Ba Lan và được lấy tên gọi đặt cho đất nước. Bắt đầu từ nửa đầu thế kỷ thứ 10, họ đã trải qua một giai đoạn đẩy nhanh việc xây dựng các khu định cư kiên cố loại gord và mở rộng lãnh thổ, và nhà nước Ba Lan đã phát triển từ các chính thể bộ tộc của họ vào nửa sau của thế kỷ 10.

## Giai đoạn giữa thời Trung Cổ
Nhà nước Ba Lan bắt đầu với việc trị vì của Mieszko I thuộc triều đại Piast vào nửa cuối của thế kỷ thứ 10. Mieszko đã lựa chọn làm lễ rửa tội theo Nghi thức phụng vụ Latinh Phương Tây vào năm 966. Sau khi xuất hiện, dân tộc Ba Lan được dẫn dắt bởi một loạt các nhà cầm quyền, những người đã cải đạo cho người dân của mình sang Kitô giáo, lập nên một vương quốc hùng mạnh và đưa Ba Lan hòa nhập vào văn hóa Châu Âu. Con trai của Mieszko là Bolesław I Dũng cảm đã lập một tỉnh Giáo hội Ba Lan, theo đuổi các cuộc chinh phạt lãnh thổ và chính thức đăng quang, trở thành Vua Ba Lan đầu tiên. Tiếp sau đó là sự sụp đổ của nền quân chủ và sự phục hồi dưới thời Casimir I. Con trai của Casimir là Bolesław II Hào phóng dính líu đến một mâu thuẫn nặng nề với chính quyền giáo hội và bị trục xuất khỏi đất nước. Sau khi chia cắt đất nước giữa những người con trai của Bolesław III, trong thế kỷ 12 và 13, chia rẽ nội bộ đã làm yếu đi mô hình quân chủ Piast ban đầu. Một trong những công tước của khu vực Piast đã mời hiệp sĩ Teuton giúp ông chiến đấu chống những người ngoại giáo Phổ vùng Baltic gây ra cuộc chiến hàng thế kỷ ở Ba Lan, và sau đó là với nhà nước Phổ của Đức. Vương quốc được khôi phục dưới thời Władysław I Łokietek, được củng cố và mở rộng dưới thời con trai ông là Kazimierz III của Ba Lan. Các tỉnh phía tây của Silesia và Pomerania bị mất sau khi bị chia cắt, và Ba Lan bắt đầu mở rộng về phía đông. Sau thời kỳ trị vì của hai thành viên của triều đại Angevin, việc thống nhất trong thế kỷ 14 đặt nền tảng cho Vương quốc Ba Lan hùng mạnh mới tiếp theo sau đó.

## Cuối kỳ Trung Cổ
Bắt đầu với Đại Công tước Litva Władysław II Jagiełło, triều đại Jagiellon (1385–1569) đã hình thành nên Liên minh Ba Lan - Litva. Việc hợp tác này đã đưa các khu vực người Rus' rộng lớn do Litva kiểm soát vào phạm vi ảnh hưởng của Ba Lan và tỏ ra có lợi cho người Ba Lan và người Litva, những người đã cùng tồn tại và hợp tác trong một thực thể chính trị lớn nhất ở Châu Âu trong bốn thế kỷ sau đó. Ở khu vực biển Baltic, mâu thuẫn giữa Ba Lan với các Hiệp sĩ Teuton vẫn tiếp tục và đánh dấu với cột mốc Hòa ước Thorn dưới thời Vua Casimir IV Jagiellon; hiệp ước đã tạo ra Công quốc Phổ trong tương lai. Ở phía Nam, Ba Lan phải đương đầu với Đế quốc Ottoman và người Tatar Krym, và phía đông phải hỗ trợ Litva chống lại Đại công quốc Moskva. Ba Lan đã phát triển như một nhà nước phong kiến với nền kinh tế chủ yếu là nông nghiệp và thành phần quý tộc địa tô ngày càng chiếm ưu thế. Đạo luật Nihil novi được Sejm (Nghị viện) Ba Lan thông qua năm 1505 đã chuyển hầu hết quyền lập pháp của Vua sang cho Sejm. Sự kiện này đánh dấu khởi đầu của thời kỳ được biết đến với tên gọi "Nền Tự do huy hoàng (hệ thống chính trị)" khi nhà nước được cai trị bởi giới quý tộc Ba Lan "tự do và bình đẳng". Các phong trào Cải cách Kháng nghị đã xâm nhập sâu vào Kitô giáo Ba Lan dẫn đến các chính sách về bao dung tôn giáo duy nhất ở Châu Âu vào thời điểm đó. Các trào lưu Phục Hưng Châu Âu được khơi dậy vào cuối triều đại Jagiellon ở Ba Lan (các vua Zygmunt I của Ba Lan và Zygmunt II của Ba Lan) một nền văn hóa nở rộ khắp nơi. Mở rộng lãnh thổ của Ba Lan và Litva bao gồm vùng cực bắc của Livonia.